# 米田靖子
米田 靖子（こめだ やすこ、1947年2月18日 - ）は、歌人。奈良県高市郡出身。コスモス短歌会所属。現代歌人協会会員。
1995年、コスモス短歌会同人による同人誌「棧橋」に参加。南葛城郡吐田郷村（現御所市）で農業に従事するかたわら作歌を行う。2000年、大阪女子大学日本語日本文学専攻社会人入学。2004年、同校卒業。2006年、作品「水ぢから」30首で第17回歌壇賞受賞。

## 著書
- 神隠し(コスモス叢書) 歌集 柊書房 2005.11 ISBN 978-4899751335
- 水ぢから(コスモス叢書) 歌集 本阿弥書店 2009.5 ISBN 978-4776805991
- 泥つき地蔵(コスモス叢書) 歌集 本阿弥書店 2015.10 ISBN 978-4776812036